# From Out of Nowhere
From Out of Nowhere è un singolo del gruppo musicale statunitense Faith No More, il primo estratto dall'album The Real Thing nel 1989.

## Tracce
CD singolo (Regno Unito)
1. From Out of Nowhere – 3:22
2. Woodpecker from Mars (Live) – 5:17
3. The Real Thing (Live) – 5:56
4. Epic (Live) – 4:29

12" (Australia)
- Lato A

1. From Out of Nowhere – 3:22

- Lato B

1. Edge of the World – 4:10
2. From Out of Nowhere (Live) – 3:24

12" (Regno Unito)
- Lato A

1. From Out of Nowhere – 3:22

- Lato B

1. Cowboy Song – 5:12
2. The Grade – 2:03

## Classifiche
| Classifica (1990) | Posizione massima |
| ----------------- | ----------------- |
| Regno Unito       | 23                |

## Nella cultura di massa
La canzone è stata utilizzata nei videogiochi Madden NFL 2005 e NHL 2005.

### Cover
- Apocalyptica – Inquisition Symphony, 1998
- Helloween – Metal Jukebox, 1999
- Eldritch – Neighbourhell, 2006
- Five Finger Death Punch – The Avengers Soundtrack, 2012